# Cinemagrafia

Exemplo de cinemagrafia. A grama em primeiro plano move-se levemente enquanto todo o resto da imagem é inanimado.

Cinemagrafia é um procedimento ou produto de fotografia em que são criadas animações com movimentos menores e repetidos. Usualmente publicada no formato GIF, a cinemagrafia dá a ilusão de se estar assistindo a um trecho de vídeo.
É comumente produzida a partir de uma série de fotos ou de gravações em vídeo. Com o uso de softwares de edição de imagens, os quadros são compostos em loops contínuos. Isto é feito de tal modo que uma parte do que foi fotografado é posta em repetida ou continuada animação, em contraste com a imobilidade do resto da imagem.
O termo original, cinemagraph, foi inventado pelos estadunidenses Kevin Burg e Jamie Beck, que usavam a técnica em seus trabalhos de fotografia de moda e fotojornalismo no começo de 2011.